# Lucia Calamaro

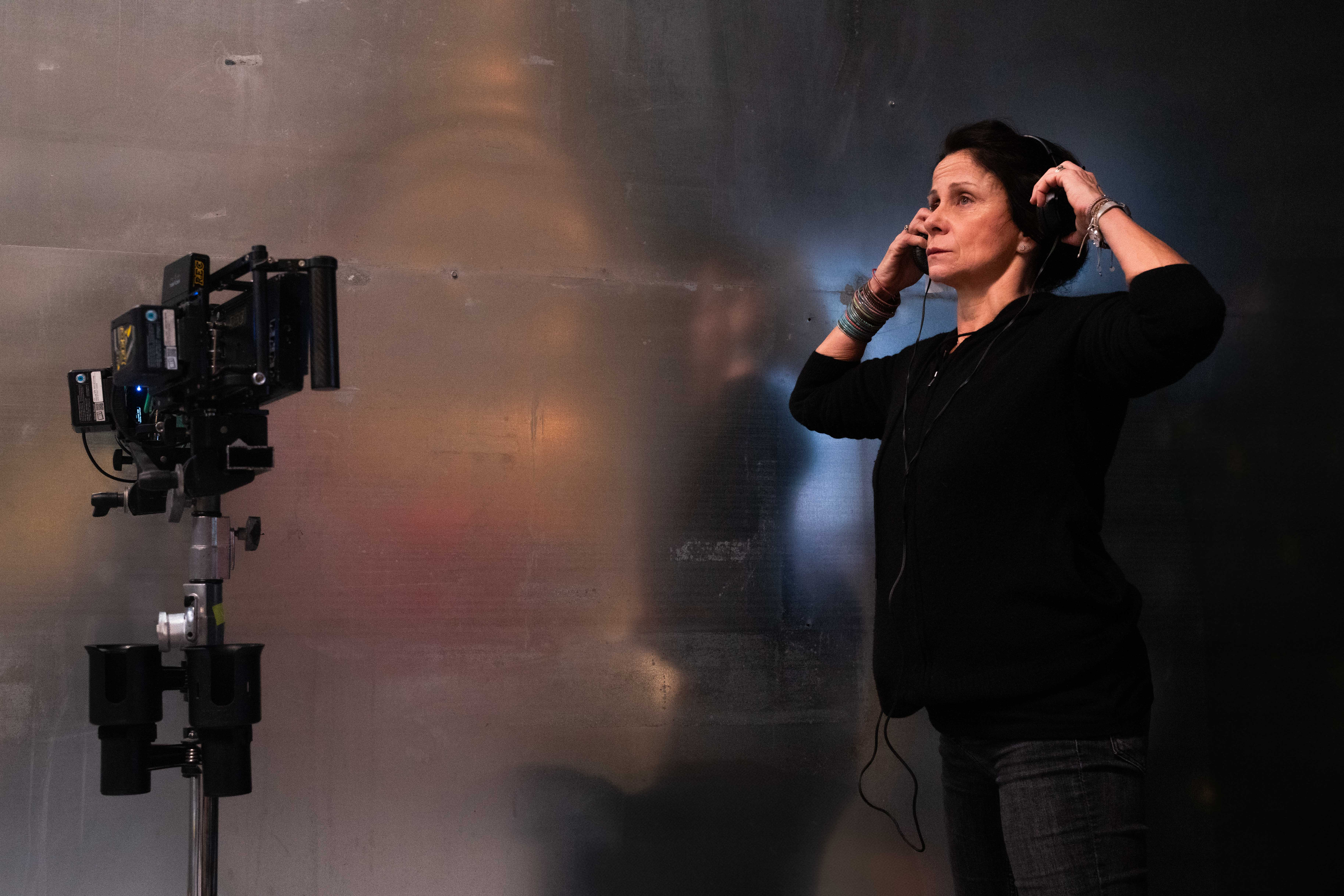
Permafrost - Regia di Lucia Calamaro - Foto di Andrea Pirrello

Lucia Calamaro (Roma, 8 giugno 1969) è una regista e sceneggiatrice italiana.

## Biografia
Lucia Calamaro nasce a Roma. A tredici anni si trasferisce a Montevideo, in Uruguay, per seguire il padre diplomatico. In Sud America incomincia la sua formazione, che prosegue a Parigi, dove si laurea in Arte ed Estetica all'università della Sorbona. A Parigi diviene allieva dell'attore, mimo e pedagogo francese Jacques Lecoq. Nel 1998 partecipa alla creazione di una nuova disciplina Ethnoscénologie (studio comparativo di spettacoli in vivo), insieme al sociologo Jean Duvignaud e al professor Jean-Marie Pradier, fondatori della disciplina. Si avvicina al Clown con Philippe Gaullier; nel 1999 lavora ancora sul clown con l'argentino Gabriel Chame.
Nel 2002 si trasferisce a Roma per una borsa di specializzazione in Drammaturgia Antica e Versificazione. Nel 2003 comincia a lavorare in regime di completa autoproduzione, fondando una compagnia teatrale chiamata Malebolge. Per le prove si appoggia principalmente a piccoli teatri e centri sociali, come il Villaggio Globale (Testaccio) e il Rialto Santambrogio (nell'ex-ghetto di Roma), che coproduce i suoi primi lavori. "Tumore. Uno spettacolo desolato" viene notato dal critico di La Repubblica Nico Garrone, che sottolinea la dimensione poetica della scrittura e lo definisce "lo spettacolo più nuovo, bello, struggente" della stagione.
Lo spettacolo Autobiografia della vergogna. Magick trova, oltre al sostegno del Rialto Santambrogio, la produzione del Teatro di Roma. La consacrazione definitiva arriva con il progetto "L'origine del mondo. Ritratto di un interno", composto da quattro capitoli. Lo spettacolo va in onda su Rai Radio 3, in versione radiofonica, così come già accaduto con lo spettacolo Tumore e come accadrà successivamente con lo spettacolo La vita ferma andato in onda nel 2017 anche su France Culture.
In merito alla sua produzione, Diario del tempo, attualmente (2014) su RaiPlay, lo scrittore Christian Raimo afferma: "Che tipo di scrittura teatrale è questa? È una lingua che ha masticato Bernhard, Koltes, Beckett e Pinter, e insieme a loro ha fatto un'indigestione delle formule di autoriflessione novecentesca, dalla psicanalisi al postmoderno, per arrivare a cosa? A venirne schiantata, atterrata. Ma non per questo, i testi di Calamaro sono retroflessi, nostalgici, derivativi. La velocità della verbigerazione se la può battere ad armi pari con quella di una sitcom inglese di ultima generazione, o alla sceneggiatura di un film di Sorkin".
Nel 2012 lo spettacolo L'origine del mondo riceve 3 Premi Ubu. Nello stesso anno vince il Premio Enriquez per la regia.
È finalista ai premi Ubu come miglior testo nel 2016 con La vita ferma e nel 2018 con Si nota all'imbrunire.

Insegna drammaturgia alla Civica Scuola di Teatro Paolo Grassi di Milano dal 2014.
Nel 2019 vince il Premio Hystrio alla drammaturgia.
Nel 2021 viene nominata presidente di giuria del Premio Riccione per il Teatro. Inoltre crea e dirige la scuola di drammaturgia "Scritture" in collaborazione con Riccione Teatro, Teatro Nazionale della Toscana, Teatro Stabile di Bolzano, Teatro Bellini di Napoli e Teatro di Sardegna.

Nello stesso anno partecipa al Festival dei Due Mondi di Spoleto con il testo Darwin inconsolabile (Un pezzo per anime in pena) di cui firma anche la regia, in scena al Teatro Caio Melisso Spazio Carla Fendi.
Nel 2025 comincia a lavorare anche in ambito cinematografico, co-firmando la sceneggiatura del film Follemente di Paolo Genovese. Sempre in quell'anno viene annunciato il suo esordio alla regia con l'opera prima Permafrost.

## Opere
- Autobiografia della vergogna (Magick), Roma, Voland Teatro, 2008, ISBN 978-88-6243-036-4.
- Renato Palazzi (a cura di), Il ritorno della madre. Il teatro di Lucia Calamaro, Spoleto, Editoria & Spettacolo, 2012, ISBN 978-88-97276-41-8.
- La vita ferma. L'origine del mondo, Torino, Einaudi, 2018, ISBN 978-88-06-23778-3.
- Si nota all'imbrunire (solitudine da paese spopolato), Venezia, Marsilio, 2019, ISBN 978-88-297-0147-6.
- Nostalgia di Dio, Torino, Einaudi, 2020, ISBN 978-88-06-23780-6.
- Tumore, Minimum Fax, 2006
- Magick, autobiografia delle vergogna, Voland, 2008
- Origine del mondo, Einaudi, 2020
- Diario del tempo, Fandango libri, 2023

## Monologhi
- Urania d'agosto, 2020
- Smarrimento, 2020
- Da lontano, 2021

## Teatro
- Cattivi maestri (2004), drammaturgia e regia di Lucia Calamaro
- Tumore. Uno spettacolo desolato (2006), drammaturgia e regia di Lucia Calamaro
- Autobiografia della vergogna. Magick (2008), drammaturgia e regia di Lucia Calamaro
- L'origine del mondo. Ritratto di un interno (2012), drammaturgia e regia di Lucia Calamaro
- Diario del tempo (2014), drammaturgia e regia di Lucia Calamaro
- La vita ferma (2016), drammaturgia e regia di Lucia Calamaro
- Sindrome italiana (2017), drammaturgia di Lucia Calamaro
- Si nota all'imbrunire (2018), drammaturgia e regia di Lucia Calamaro
- Nostalgia di Dio (2019), drammaturgia e regia di Lucia Calamaro
- Smarrimento (2019), drammaturgia e regia di Lucia Calamaro
- Da lontano. Chiusa sul rimpianto (2020), drammaturgia e regia di Lucia Calamaro
- Darwin inconsolabile. Un pezzo per anime in pena (2021), drammaturgia e regia di Lucia Calamaro

## Filmografia
- Permafrost, regia di Lucia Calamaro, in post produzione, 2025. Con Silvio Orlando, Barbara Ronchi, Valentina Bellè

## Sceneggiatrice
- Follemente, regia di Paolo Genovese, 2025. Con Pilar Fogliati ed Edoardo Leo